# Simon Neil
Simon Alexander Neil (Irvine, Escocia, 31 de agosto de 1979) es un guitarrista y cantante británico conocido por ser miembro de Biffy Clyro y Marmaduke Duke.

## Carrera

### Biffy Clyro
Simon Neil formó Biffy Clyro en 1995 con 15 años reclutando a James Johnston nacido en Kilmarnock y alguien conocido solo como Barry en el bajo y batería respectivamente, llamándose a ellos mismos Screwfish. Barry fue pronto reemplazado por Ben Johnston, el hermano mellizo de James, y Biffy Clyro se formó finalmente. En 1997, el trío se mudó a Glasgow, donde Neil estudió música electrónica en la Universidad de Glasgow. También estudió Cine y TV un año antes de dejarlo para continuar con la música a tiempo completo. Para entonces, los gustos musicales de Simon se habían expandido para mejor. Poco después la banda firmó con la discográfica independiente Beggars Banquet.
Biffy Clyro han grabado desde entonces cinco álbumes, firmando con una importante discográfica y han estado de gira sin descanso. Neil ha declarado recientemente que las letras de Biffy Clyro muchas veces venían de frases que escribe en un cuaderno que guarda en su cama.

### Marmaduke Duke
Neil toca con JP Reid del grupo de Ayrshire Sucioperro, compañero en Marmaduke Duke, bajo el pseudónimo "The Atmosphere", con el cual publicaron su primer álbum, The Magnificent Duke, en 2005.
Fue anunciado más tarde en 2008 que Duke iba a volver en 2009 con el siguiente álbum y segundo en la trilogía Duke Pandemonium.  El primer sencillo del segundo álbum, "Kid Gloves" fue lanzado el 9 de febrero de 2009.

## Equipo musical de Simon Neil

### Guitarras
Eléctricas
- Fender Standard Stratocasters[2] – Varios modelos Mexicanos diferentes, incluyendo blanco, rojo, Sunburst (con neck pickup & controls removed), negro, y azul metálico.
- Fender 1960 Custom Shop Stratocasters[2] – Fiesta red, Frost Metallic, Lake Placid Blue, y blanca.
- Fender 50s Stratocaster Relic[2]
- Fender Telecaster Standard[2] –  modelos USA, conseguidos por James Johnston, three tone sunburst, pueden ser vistos en el vídeo musical de "Living is a Problem Because Everything Dies".
- Fender Telecaster Custom '62[2] – modelo Japonés, three tone sunburst, pueden ser en el vídeo musical de "Only one word comes to mind".
- Squier Simon Neil Signature Stratocaster[2]
- Patrick Eggle New York[2] – Red.

Acústicas
- Guild D-55 Acoustic Guitar, la puedes ver en el vídeo de "Virgin Radio Session.

### Pedales de efectos
- BOSS TU-2 Chromatic Tuner[2]
- BOSS MD-2 Distortion[2]
- BOSS MT-2 Metal Zone[2]
- BOSS DD-6 Digital Delay x2[2]
- BOSS LS-2 Line Selector[3]

### Pedales de efectos previos
- BOSS DS-1 Distortion[2]
- BOSS HM-2 Heavy Metal[2]
- Dunlop Cry Baby Wah Wah[3]

### Amplificadores
- Peavey Delta Blues Combo[2] en un Marshall MF400B Cabinet.[2]
- Fender Hot Rod Deville 4x10 Combo.[2] en un Hayden Peacemaker 4x12[2]
- Marshall 1959SLP Head[2]
- Peavey Classic Head[2] y Peavey Classic 412 Cabinet.[2]
- Hayden MoFo 30W tube head con Hayden 4x12.